# Katana
La katana (lectura kun'yomi del kanji japonés 刀) es una especie de alfanje de origen japonés, caracterizada por su distintiva hoja curva de filo único, punta aguzada, guarda circular o cuadrada y empuñadura larga que puede acomodar dos manos. Es un tipo de sable que históricamente se ha asociado con los guerreros samuráis del Japón feudal.

## Origen e historia

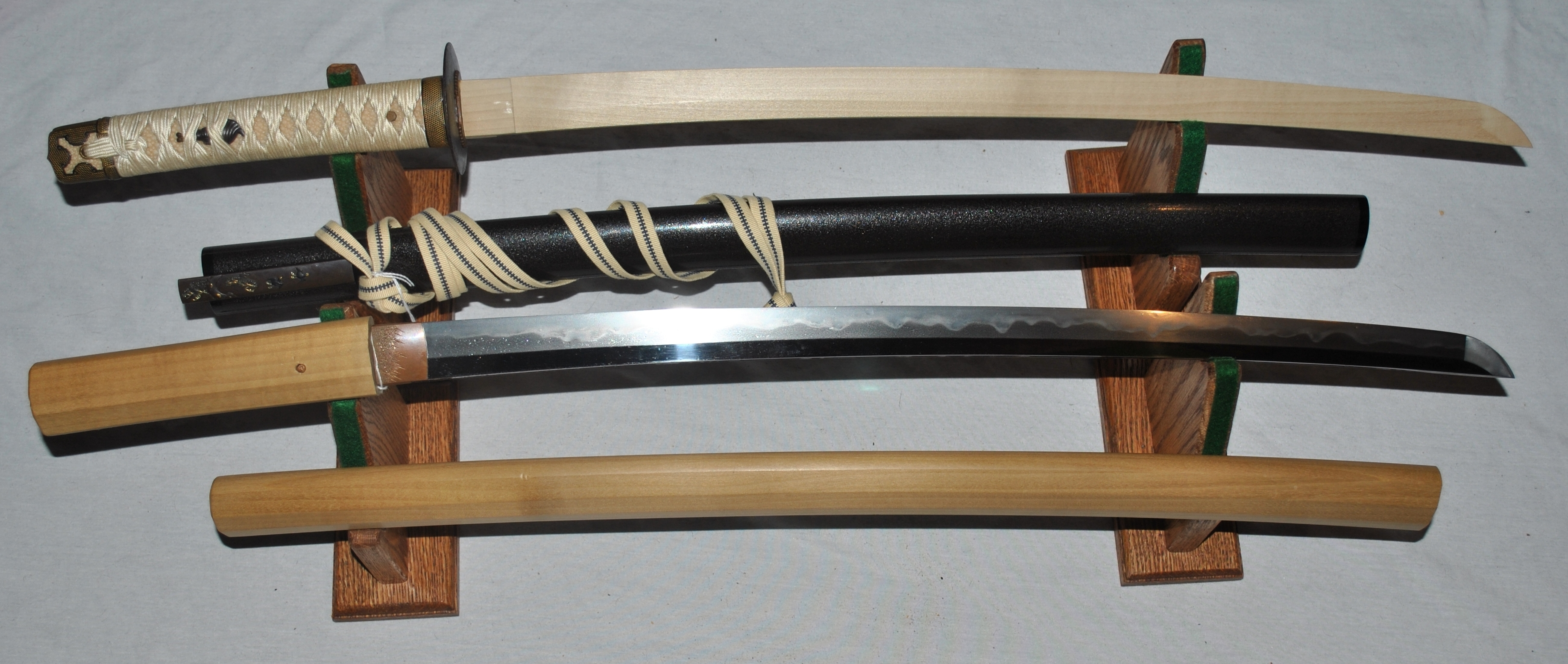
Antigua katana junto al koshirae, shirasaya y tsunagi.

El origen de la «katana» japonesa se remonta a unas primeras espadas que, aproximadamente, datan del 700 d C. y que se caracterizaban por ser rectas y con un solo filo. Se las denominaba “chokuto” y sus dimensiones podían oscilar entre los 30 y los 90 cm. Eran muestra del importante valor ritual de las armas en aquel entonces (hablamos de una cultura panimista): probablemente pertenecieran a ajuares funerarios de nobles o personas importantes de la tribu. Paralelamente, el impacto de la cultura china se hace notar en el proceso evolutivo de la espada japonesa. Como claro ejemplo, los términos chinos jian (劍, 'espada de doble filo') y dao (刀, 'espada de un solo filo'), sirven de precedente semántico y fonético de los kanji japoneses 剣 (on'yomi: 
ken) y 刀 (on'yomi: tō). De esto surge el término «katana», como expresión del modelo estándar de espada japonesa. Paralelamente, empieza a notarse la influencia de las culturas de Corea y China, en los ornamentos de las espadas de un solo filo. Esta influencia se intensificará entre los siglos V y VI d. C., debido a los constantes conflictos militares entre Japón y Corea.
Posteriormente, con la propagación del budismo como forma religiosa en las islas, llega un cambio importante: surgen las espadas de doble filo, rematadas con elementos ornamentales, destacando una voluminosa decoración en las empuñaduras. Esto se convertirá en tónica general, desatando un debate sobre lo aparatoso y poco ergonómico que resultaba.
Poco después, la aparición del sable de inconfundible estilo japonés se produce una vez que el imperio alcanza la suficiente estabilidad. En ese momento, el sable ya había cobrado mucha importancia como arma de guerra, suficiente para que los maestros comenzaran a desarrollar una genuina técnica. En este contexto, se le atribuye al espadero Amakuni, la invención de la katana, que será de vital importancia para el armamento de la época. Es a partir de la Era Kamakura (desde mediados del s. XII d. C.) y, tras un periodo de inclementes enfrentamientos militares, cuando podemos hablar de la katana propiamente dicha. Se produce, entonces, un gran ímpetu en la forja de sables, atribuido a la iniciativa del Emperador Gotoba, el cual reunió en su corte a distintos herreros de excepcionales habilidades. En este arte, van a destacar una serie de determinadas familias y los denominados «tres fabricantes maestros»: Masamune, Yoshihiro y Yoshimitsu.
Desde este momento, la katana, ya consolidada como ejemplo de sable estándar japonesa, va a sufrir un proceso de perfeccionamiento en las técnicas de forjado y templado. Esto es debido a la alta especialización de los maestros herreros, los cuales destacarán por la producción de hojas de extraordinaria calidad. Esto cambia a partir del siglo XIV, cuando el permanente clima de guerra civil provoca un progresivo deterioro de la técnica herrera: se empieza a exigir un aumento de la producción en detrimento de la calidad. Varía la longitud de las hojas y, por si fuera poco, el traslado de la sede imperial (de Kioto a Kamakura) acaba con la secular tradición espadera.
La batalla de Sekigahara da lugar a un período más tranquilo, militarmente hablando, pero con relativas tensiones internas que propician la degradación del arte espadero. Denominada por los expertos como Etapa de los sables novísimos, se caracteriza por el uso de un extravagante sistema de templado de la hoja, cuyo resultado es una hoja más brillante, pero de menor calidad. Esto refleja que el sable está ya destinada a uniformes o expositores de coleccionistas y no, como otrora, al campo de batalla.
Ya en el siglo XIX, se aprueba un Edicto Imperial, por el que se prohíbe el uso de espadas a todo guerrero, limitando su uso a las fuerzas de seguridad y militares. Esto supuso un golpe mortal para una, ya herida, industria de la fabricación de espadas. Pese a estas notables restricciones, la “katana” japonesa, sigue y seguirá siendo un símbolo para todos los japoneses en la era contemporánea.
El tipo de katana más difundido en la actualidad es el conocido como «Oda Nobunaga», en alusión al Daimio creador de dicho modelo.

## Características

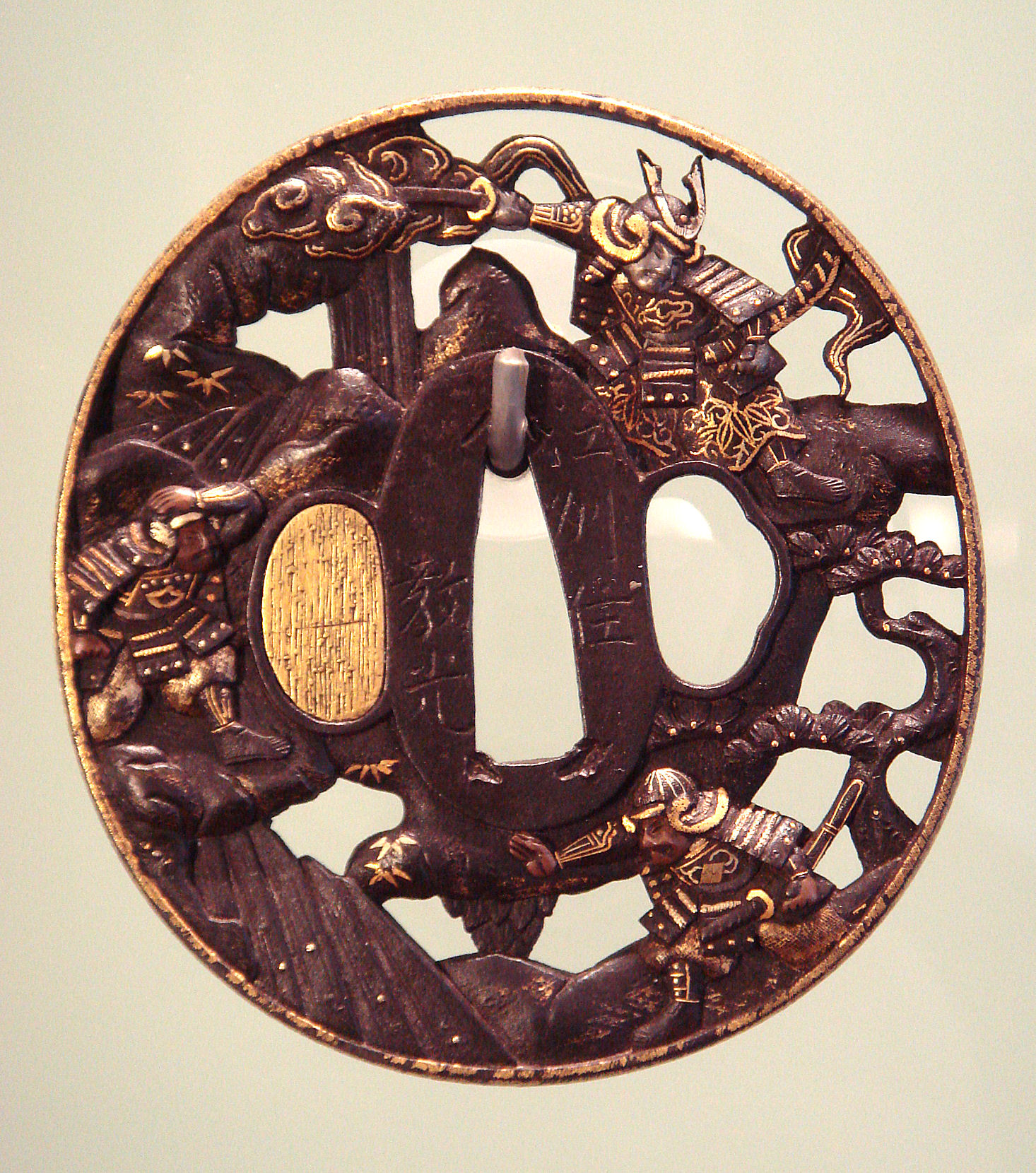
Tsuba.

Debido al carácter curvo de su hoja y a su único filo, la katana es considerada un sable. Su tamaño ronda el metro de longitud y pesa alrededor de un kilo. Como tal, está más orientada al corte que a la estocada. Su curvatura única, no se debe a que el arma se haya concebido así desde su creación, sino que se debe a cambios del acero en el momento de enfriarlo en agua con sales especiales, es decir, durante el proceso de endurecimiento, la hoja de acero se cubre con arcilla y polvo de carbón; al sacar la hoja de la forja, ésta tiene una temperatura de 800 grados celsius, la capa de arcilla muy fina en el filo se enfría rápidamente lo que le proporciona su filo excepcional, contrario en el cuerpo del arma, el cual está cubierto por una capa más gruesa de arcilla, esto hace que se enfríe lentamente conservando una mayor ductilidad, los cambios estructurales que tienen lugar durante el proceso de enfriamiento, curvan la katana hasta darle su característica forma.
La katana era utilizada principalmente para cortar y, debido a su capacidad de producir heridas de mucha gravedad, era considerada una especie de «guillotina de mano». Se la desenvaina con un movimiento axial de rotación, llevando el filo hacia arriba y se la puede blandir con una o dos manos (siendo esta última modalidad la tradicional).
Aunque el arte del manejo del sable japonés, según su propósito original, ha quedado en la actualidad casi obsoleto, el kenjutsu (conjunto de técnicas de sable) dio origen e influyó poderosamente los rituales, las técnicas y las tácticas de varios gendai budō, o artes marciales tradicionales modernas, como el aikidō, el iaidō, el karate, el kendō, el ninjutsu, e inclusive al judo. Muchas técnicas provenientes de varias escuelas samurái clásicas siguen practicándose hoy especialmente en las artes marciales tradicionales del ninjutsu, y en el aikidō. Mientras tanto, la esencia de su manejo persiste en el arte del Iaidō (antiguamente iai jutsu), que es el arte de «desenvainar cortando» y en las formas del Kendo (camino del sable) en donde se maneja una réplica del sable hecha en bambú llamada shinai, y se usa como protección una máscara/casco (men) y una armadura (bogu).
Las escuelas clásicas originales del kenjutsu koryū aún perduran y siguen siendo practicadas, algunas de las más conocidas son: Niten Ichi Ryu, Itto Ryu, Kashima Shintō Ryū, Kashima Shin Ryū, Tenshin Shōden Katori Shintō-ryū.

## Anatomía de la espada japonesa
- Ha (刃): filo

Diagrama de una katana indicando todos sus componentes y su ubicación.

- Habaki (啖呵): tipo de collar al inicio de la hoja. Además de ser una pieza ornamental, cumple la función de dar estabilidad a la espada y absorber parte del impacto para que las manos no sufran.
- Hamon (刃文): línea diferencial del temple de la hoja. Por ejemplo ondulada en el estilo notare.
- Hasaki (刃先): anchura de la hoja al comienzo del kissaki.
- Hi: Surco longitudinal en la hoja, utilizado para aligerar la pieza. Otra de sus funciones es absorber y repartir la tensión de los golpes, evitando el deterioro o la torsión de la hoja.
- Fuchi (縁): anillo en la parte baja del tsuka.
- Iori-mune: tipo de nervio de la hoja sin rebaje.
- Kashira (頭): pomo al final de la empuñadura. Cuenta con unos orificios (shitodome) a cada lado donde se ata el Tsuka-ito cuando se termina el trenzado de la empuñadura o Tsuka-maki. Este hace juego con el fuchi y el conjunto se nombra "fuchigashira"
- Kissaki (鋒): punta.
- Mei (銘): firma del armero, normalmente en el nakago.
- Mekugi (目釘): pasadores que sujetan la tsuka (mango) al nakago (espiga), solían ser de madera de bambú.
- Mekugi-ana (目釘穴): agujeros para los pasadores.
- Menuki (目貫): aplicaciones metálicas ornamentales en los laterales del mango. También cumplen la función de dar firmeza al agarre de la espada
- Moto-haba: ancho de la hoja.
- Moto-kasane: espesor de la hoja en el habaki.
- Mune (棟): contrafilo.
- Nagasa (長さ): longitud.
- Nakago (茎): espiga, parte de la hoja que entra en la empuñadura.
- Nike: rebaje del nervio.
- Sageo (下緒): Cuerda o cordón generalmente de algodón que está atado a la saya a través del Kurigata. Entre sus múltiples usos están el de atar las mangas del uwagi o guerrera y atar a una persona que se hubiese capturado
- Samekawa (鮫皮): forro de la tsuka. Solía ser de piel de tiburón o raya para evitar el deslizamiento del tsuka-ito.
- Saya (鞘): vaina de la katana
- Seppa (切羽): separadores usualmente de cobre. Uno entre el habaki y el Tsuba y otro entre el Tsuba y el fuchi
- Sori (反り): curvatura.
- Sugata: tipo de hoja.
- Tsuba (鍔): guarda, rodela. Parte que separaba la hoja del mango. Solía decorarse con motivos naturales.
- Tsuka (柄): mango o empuñadura.
- Tsuka-ito　(柄糸): encordadura del mango.
- Yokote (横手): línea que separa la punta del resto de la hoja.

## Elaboración y tratamiento

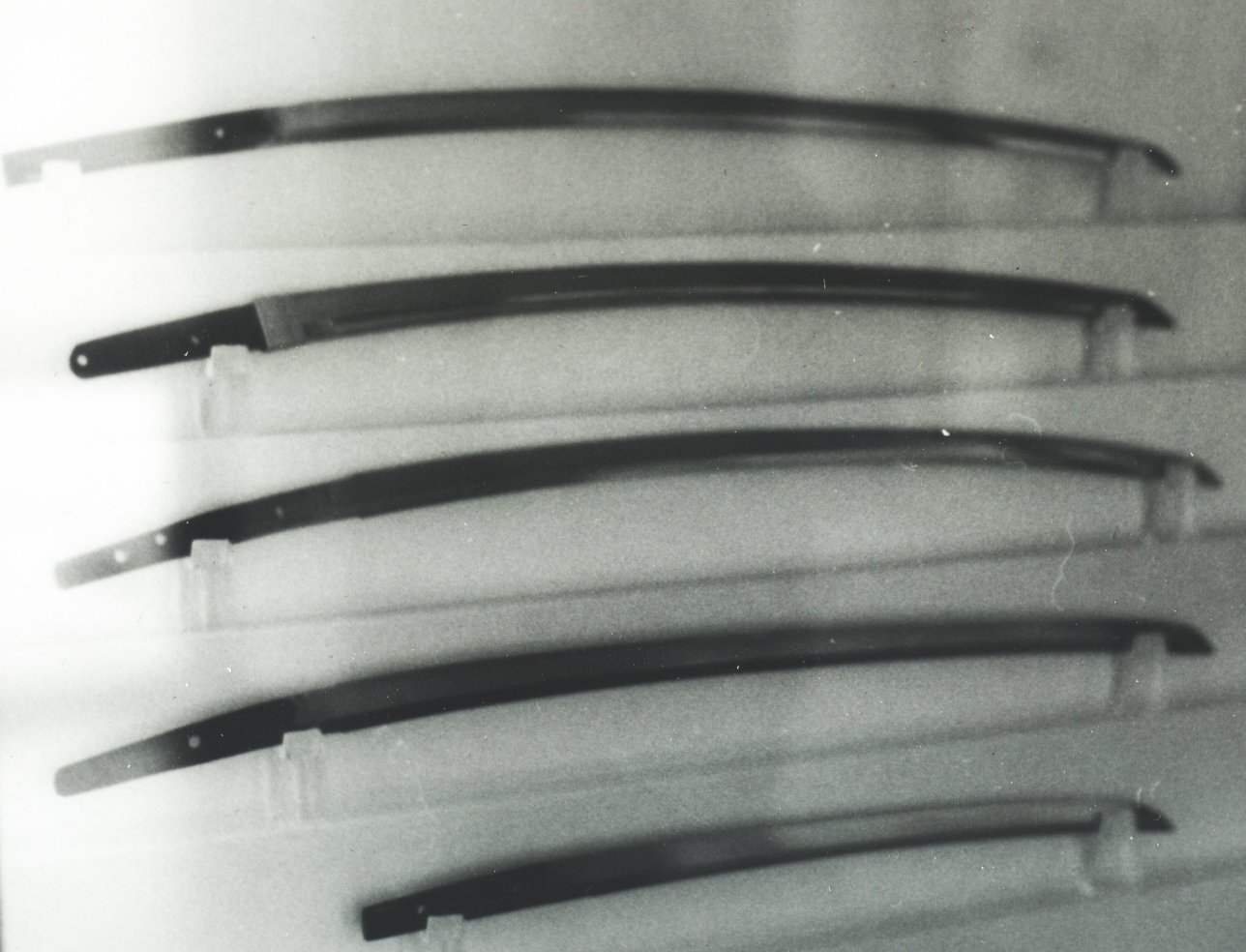
Hojas de katanas.

Las espadas japonesas y otras armas cortantes eran fabricadas mediante un elaborado método de calentamiento reiterado, plegando y uniendo el metal. Esta práctica se originó debido al uso de metales altamente impuros.
La curvatura distintiva de la katana se debe, en parte, al trato diferencial durante el calentamiento al que es sometida. Al contrario que gran parte de las espadas producidas en otros lugares, los herreros japoneses no endurecen el sable completo; solamente el lado que posee filo. El proceso de endurecimiento hace que la punta del sable se contraiga menos que el acero sin tratar cuando se enfría, algo que ayuda al herrero a establecer la curvatura del sable. La combinación de un lado duro y un lado tenaz de la katana y de otros sables japoneses es la causa de su resistencia a pesar de retener un buen filo cortante.
Para ayudar al manejo de la katana, existe un tipo de arma llamada bokken, en forma de katana, pero de madera, cuya aplicación sirve para perfeccionar el movimiento de la katana sin peligro de corte y así combatir en entrenamientos.

### Proceso de elaboración

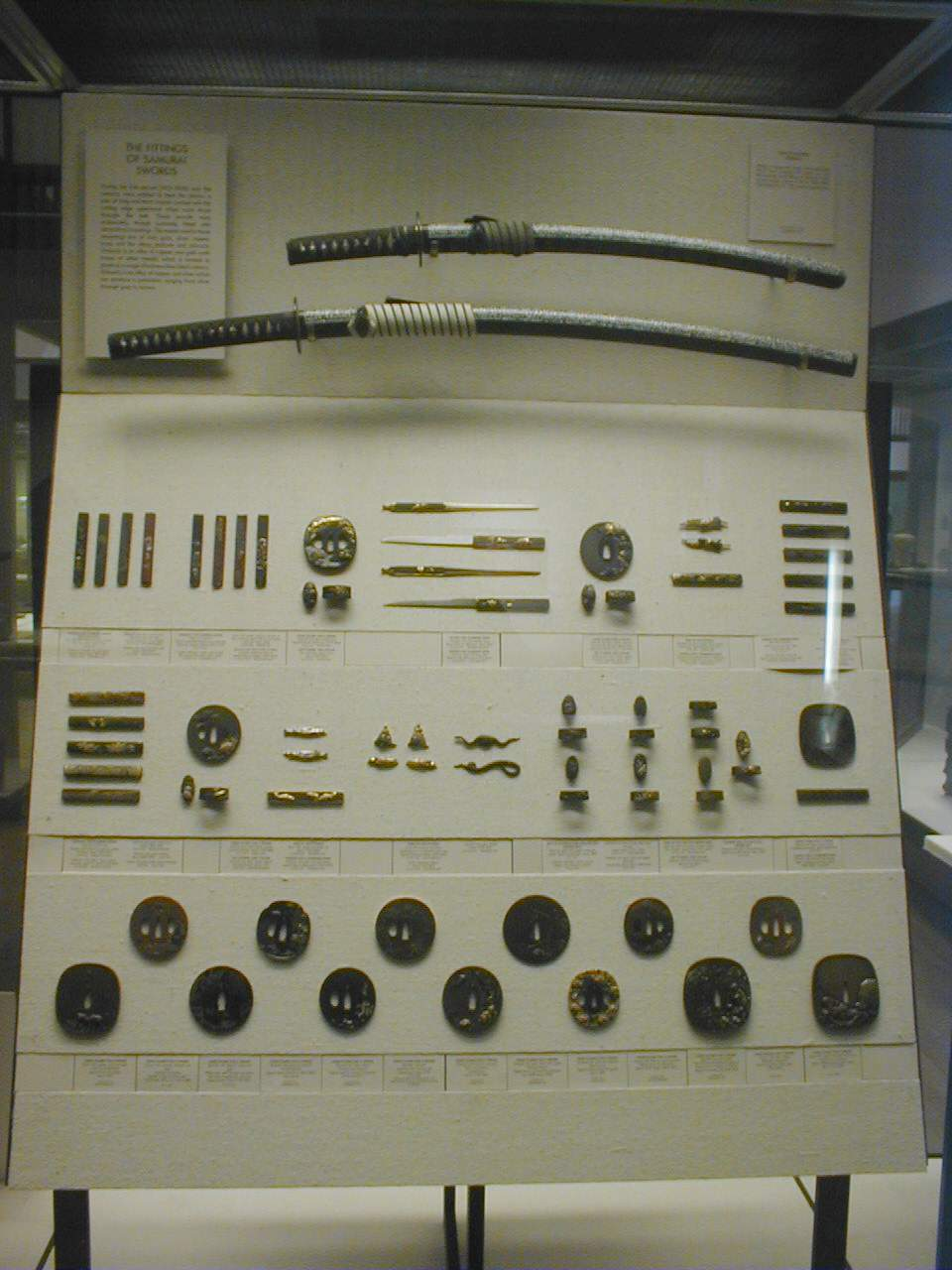
Muestra enseñando la evolución de la katana.

El acero usado hoy en día para la creación de katanas es el AISI 1050, ya que es el más fácil de trabajar y en el que se consigue una dureza óptima. Los antiguos japoneses hacían ellos mismos el acero, en un proceso muy lento en el que cocían en un horno cerrado distintas capas de hierro, carbón y material orgánico durante más de un mes. El hierro es el elemento principal para elaborar una katana, este no es suficientemente duro siendo más difícil la resistencia a los golpes y mellándose sus filos con más facilidad, convirtiéndolo en acero para solucionar esto.
La tarea del maestro fundidor era añadir alrededor de un 0,7 % de contenido de carbono al acero para proceder a realizar el proceso de forja con más facilidad.
En este proceso, se realizan los dobleces homogeneizando el contenido de carbono a lo largo de todo el bloque, retirando impurezas y escoria. Los sucesivos dobleces incrementan en algún grado la resistencia del acero, pues lo que se logra es organizar la estructura interna del acero en fibras alineadas tal como las fibras de la madera.
El acero del que está hecho el núcleo de la hoja es un acero de muy bajo contenido de carbono, inferior al 0,15 %, con el cual se consiguen estructuras ferríticas muy dúctiles y tenaces.
Para fabricar el filo de la hoja, debe usarse el acero con un contenido promedio de 0,7 % de carbono. Para conseguir ese contenido, el tercer paso en el proceso de elaboración de la katana es el temple.
El temple es un proceso por el cual se calienta el material del acero hasta una temperatura ligeramente superior a la subcrítica, alrededor de 900 a 950 °C, estando por debajo de la temperatura de fusión (alrededor de 1450–1500 °C). Con esta temperatura, la estructura interna de los átomos cambia; al enfriarse nuevamente la estructura, recupera su forma original pero si se enfría rápidamente (lo que se consigue al sumergir en agua) las estructuras con mayor contenido de carbono no alcanzarían a recuperar su estructura original y se transformarían en una estructura altamente distorsionada que aumenta su energía interna y por ende su dureza y resistencia. Los maestros forjadores cubrían la hoja con arcilla gruesa en el lado del lomo para que durante el temple esta parte se enfriara lentamente y recuperara su longitud. Además no lograba recuperar su longitud original y es precisamente la diferencia de longitud entre el lomo y el filo lo que genera la curva característica de la katana.
El núcleo, por tener un contenido de carbono tan bajo, no resulta afectado por el temple, manteniendo su tenacidad.
La realización de la hoja de la katana, oscila entre un mes y un año.
Gracias a la tecnología actual, los hornos se calientan muy rápido y de manera uniforme, pero antiguamente el simple hecho de elevar la temperatura de un horno hasta los 900 grados Celsius que necesita el acero para formarse, requería un mes entero de alimentación continua con carbón.
El acero que se utilizaba (y se sigue utilizando) es el tamahagane, el cual se rompe y con los fragmentos se forma un ladrillo rectangular, que se envuelve en papel de arroz y arcilla líquida para evitar la oxidación una vez se comience a calentar. Cuando se alcanza la temperatura de caldeo se golpea para que se una y forme un ladrillo unido.
El ladrillo es vuelto a calentar y se golpea con el martillo (durante este proceso y el anterior, el herrero que sujeta el bloque golpea con un martillo y es ayudado por uno o dos ayudantes que usan grandes mazas con dos manos), haciéndolo más fino y alargado. Cuando ha alcanzado el doble de su longitud original se realiza una incisión justo en el medio y se dobla sobre sí mismo hasta obtener exactamente el mismo ladrillo original, pero con dos capas de acero entre sí.
Este método de doblar el acero sobre sí mismo se repite como mínimo 12 veces, obteniendo un ladrillo de acero de la misma longitud del original, pero con una cantidad de capas (de entre 256 y 4096) de acero unidas entre sí.
Este es el método que diferencia la forja de las katanas con respecto al de las espadas europeas. Luego se eliminan las impurezas de carbón, las burbujas de aire y el exceso de carbono; y se reparte el carbono homogéneamente por toda la hoja, eliminando los puntos débiles.
Cuantas más veces se doble el acero, mejor es el acero que se obtiene. Las mejores katanas tienen hasta 3000. Durante este lento y laborioso proceso el acero se enfría rápidamente, de modo que debe ser metido en el horno continuamente para recuperar el punto de fusión y poder unir las dos partes, perdiéndose carbono cada vez que se alcanza esta temperatura.
Así pues, el ladrillo que se consigue tiene una cantidad muy baja de carbono (menos de un 0,5 %) gracias a este doblaje. Este acero es bastante flexible, lo cual sirve para absorber golpes y aumentar la durabilidad en combate, pero es posible que no sea lo suficientemente duro para obtener un buen filo. El filo de una katana debe ser muy duro, de modo que se recurre a la segunda característica de éstas: utilizar dos aceros para la misma hoja.

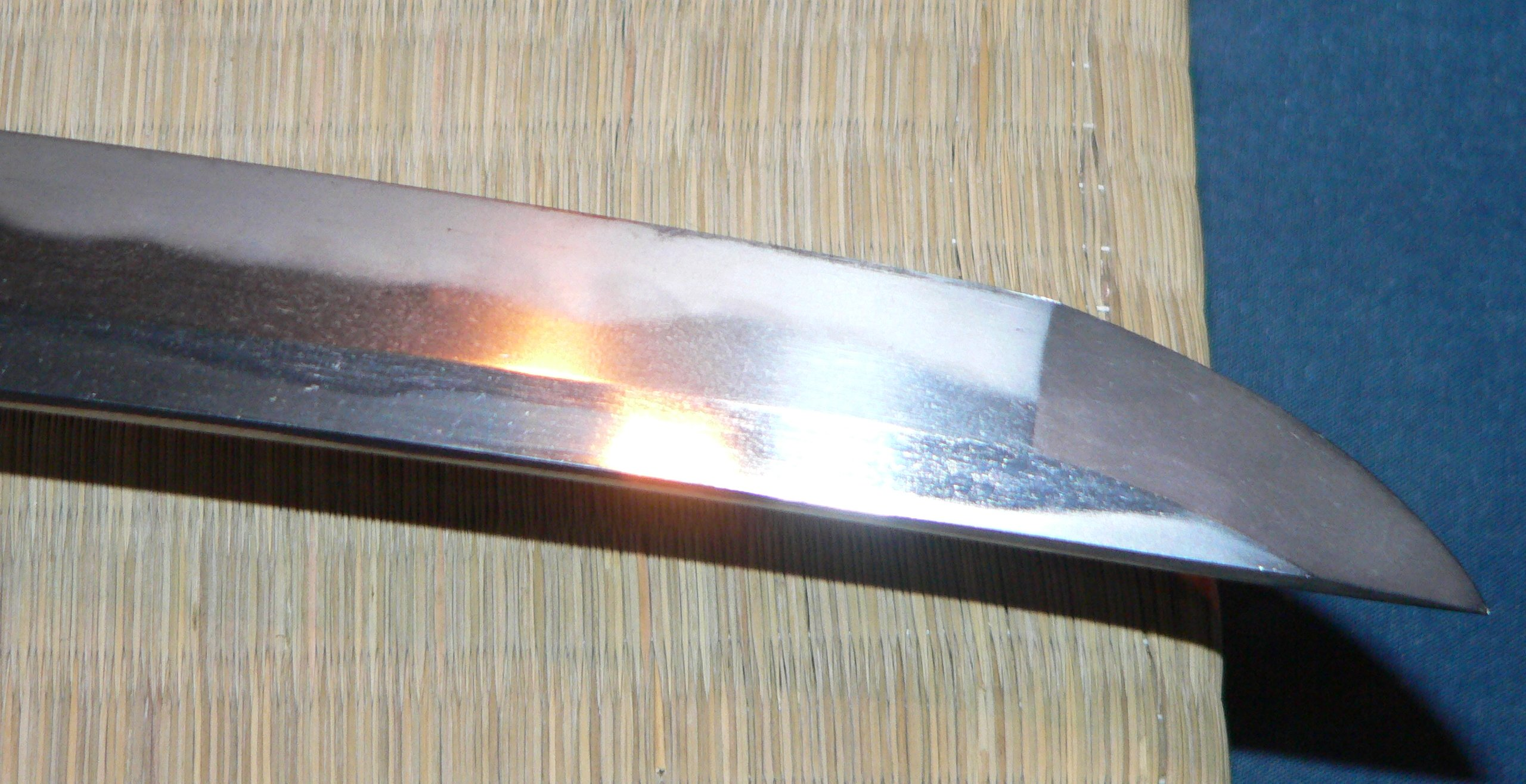
Filo y punta de una katana.

Para crear el filo, se utiliza un segundo ladrillo con menor cantidad de doblajes en su proceso (de 4 a 5 veces). De este modo se obtiene un acero más carbonatado, que lo hace extremadamente duro, aunque más frágil.
El segundo ladrillo se corta en trozos que puedan rodear completamente al primer ladrillo. Se mete el conjunto en el horno y se lo golpea sucesivamente hasta llevarlo a la longitud que se desee (la normal es de unos 80 cm).
Para darle la típica forma de una hoja de katana, se golpea el rectángulo hasta obtener la anchura necesaria en el lomo (que depende del tipo de hoja), y después se golpea la parte del filo hasta hacerlo extremadamente fino (de unos pocos milímetros), de modo que pueda cortar. También se le hace la forma del kisakki (punta) y la del nakago (la parte que se inserta en la empuñadura).
Tras un proceso de desbaste con piedras de afilar de diferentes granos con el que se da la forma a la hoja, se procede a templarla. El templado del acero consiste en elevar la temperatura de la hoja hasta el punto de austenización, para después introducirla en agua fría de modo que se enfríe rápidamente, lo cual le da al acero una dureza extrema. La explicación es que al elevar el acero a esa temperatura, toma una estructura totalmente nueva denominada austenita y al enfriarse bruscamente adquiere la estructura de martensita de gran dureza. Las impurezas de este acero hacen que se pueda templar la hoja pasada de temperatura (a una temperatura mayor que la temperatura de austenización), formándose además un grano de acero grueso. Esto no es posible en aceros modernos, ya que se rompen por el enfriamiento tan brusco.
Para conseguir que el filo resulte extremadamente duro, como para cortar sin que se desgaste fácilmente, al tiempo que el lomo sea más flexible para resistir los golpes que va a recibir, entra en juego otra de las características de la katana: el templado diferenciado.
Lo que se hace es cubrir el lomo con una capa gruesa de arcilla (esta arcilla para el templado tiene una composición que cambia según el forjador, y además de la arcilla se añade arena, limaduras de hierro, ceniza, etc.), y dejar el filo con una fina capa que además lleva en su composición polvo de carbón. Se calienta todo en el horno y luego se templa introduciéndolo en agua fría. El lomo, cubierto con más arcilla, se enfría mucho más lentamente que el filo, con lo cual se consigue un temple duro para el filo y otro más blando para el lomo. Además se produce un efecto elemental: el acero que más rápidamente se endurece, «estira» al más blando, dándole a la hoja su tan característico sori (curvatura).

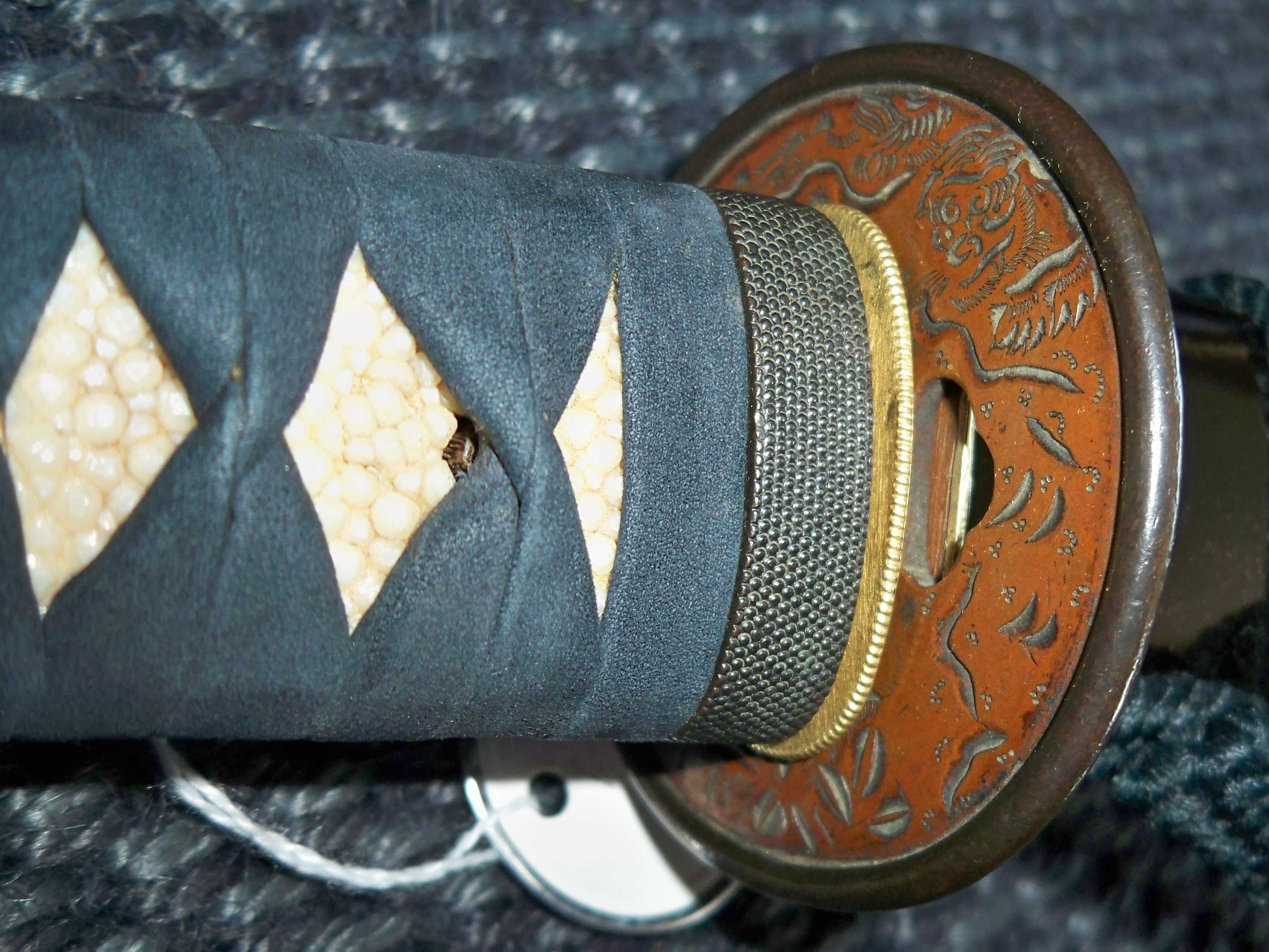
Tsuba de una katana.

El hamon, o línea de templado, tan característica en las katanas, no es sino la zona de separación entre las distintas zonas de templado. Como la arcilla se coloca manualmente, el hamon de cada katana es completamente único.
Ya sólo resta el lento y delicado proceso de pulido final. Es lento porque se va pasando la hoja por sucesivas piedras cada vez más finas, requiriendo horas de trabajo por cada centímetro de la hoja, y delicado porque un pulido inexperto puede arruinar su simetría. En este punto se practica el mekugi-ana (agujero del nakago) donde se insertará el tope que lo mantendrá fijo en la empuñadura.

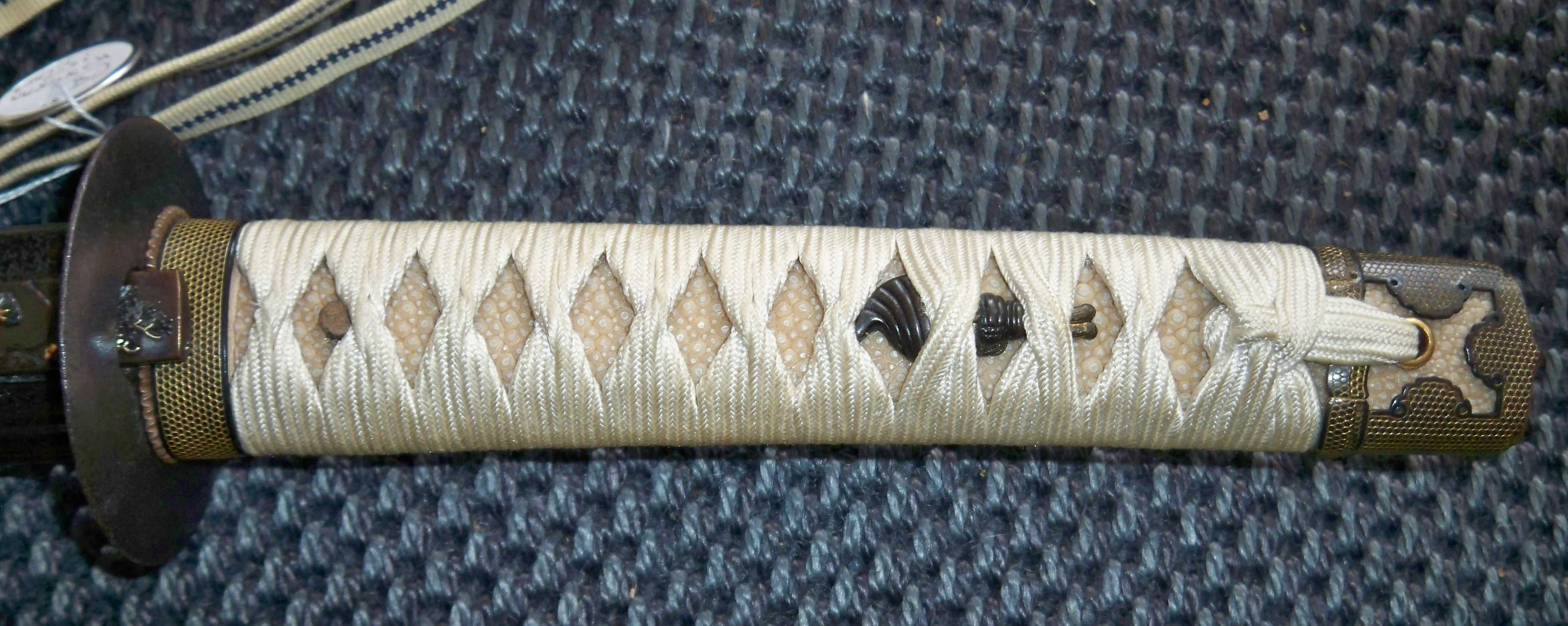
Tsuka de una katana.

La creación completa de la hoja suele durar más de un mes, pero las mejores katanas pueden tardar hasta un año en ser fabricadas completamente. La hoja es sólo el primer paso.
Primero: se debe confeccionar el habaki, que es una pieza que sirve de tope de la tsuba, e igualmente sirve para ajustar la katana a su saya. El habaki se puede confeccionar de plata, bronce, cobre, latón o acero. En la antigüedad el material más usado era el bronce. La forja del habaki consistía en tomar un bloque de bronce, elevar su temperatura hasta hacerlo maleable y luego martillarlo sobre la base del filo de la hoja, para que adoptase la forma óptima de la zona a la que pertenece su ensamblaje. Luego se soldaría esta pieza para que cerrase el «cilindro triangular», que es la forma característica de este componente.
Segundo: se tiene que fabricar la tsuba (guarda de la hoja). Su construcción se realizaba en cobre, hierro u otros metales, con grabados, dibujos, incisiones, incrustaciones... Cuando la katana estaba enfundada, la tsuba era la parte visible de la misma, y la que indicaba el estatus o el carácter de su dueño, de modo que nuevamente se trata de un proceso delicado.
Después se talla la tsuka o empuñadura. Ésta normalmente está hecha de madera de roble recubierta de same (piel de raya), para mejorar la colocación del ito (tiras de algodón, cuero o seda) que se trenzan sobre la empuñadura aumentando el agarre y comodidad, además de darle su típico aspecto. Para facilitar el trenzado se usaban unas cuñas de papel llamadas hishigamis en cada pliegue del ito.

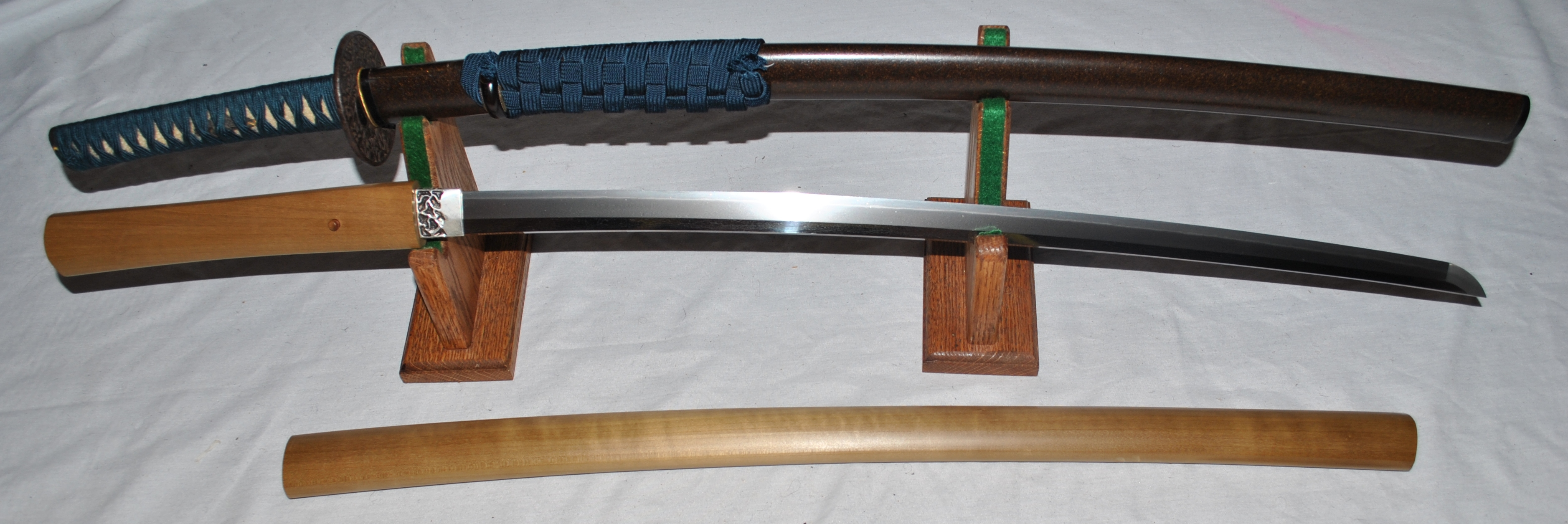
Katana con su shirasaya y koshirae.

También deben realizarse en metal el fushi y la kashira, que están decorados normalmente siguiendo los mismos diseños y a juego también con la tsuba y los menuki. Estas piezas se colocan cada una a un extremo de la tsuka para evitar una posible apertura de las dos partes que la forman, ya que se pegan con pegamento de arroz solamente. Además, por la kashira pasa el ito hacia el lado opuesto para formar el último nudo allí, sujetando así además la pieza con firmeza.
Los menuki son unos amuletos realizados en metal que pueden tener toda clases de formas; se colocan en la tsuka sujetos por el ito de forma que queden en contacto con los dedos, porque se creía que estos daban suerte, y eran en muchas ocasiones un gran tesoro familiar.
La hoja se inserta en su interior y se fija mediante un tope de metal o de bambú al mekugi-ana.
La saya (funda) se fabrica normalmente de madera de magnolia lacada. La saya también puede decorarse con tiras de rotten (semejante al mimbre) o con piezas de same. Tiene incorporada una tira de 1,8 o 2 metros de algodón o cuero llamado sageo, que se ata al cinturón (obi) del hakama y que también puede ser usada como cuerda auxiliar para sujetar cosas o para apresar a un enemigo. La boca de la saya, denominada koi-guchi, suele llevar un refuerzo de cuerno de búfalo para evitar el desgaste por rozamiento con la hoja.

## Shirasayayshikomizue

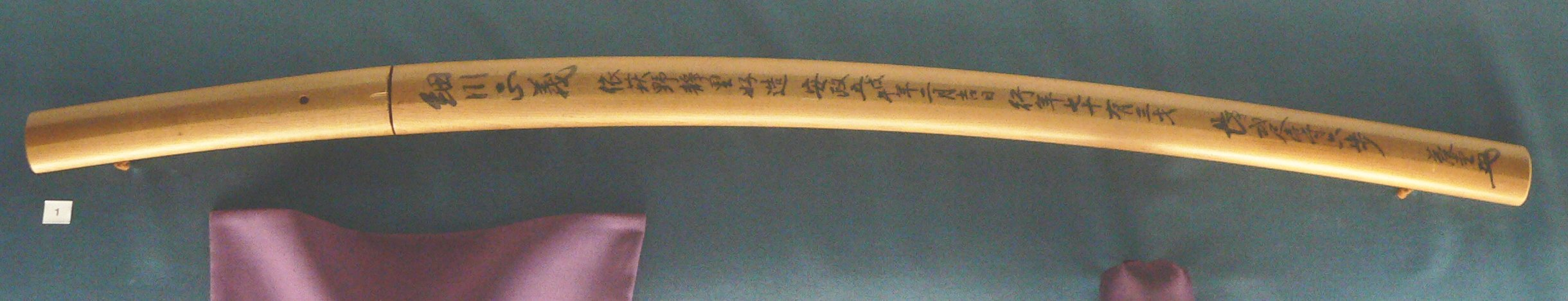
Shirasaya.

La shirasaya (白鞘?  literalmente «vaina blanca») es en apariencia similar a la katana, aunque carece de tsuba (guardamano), y su tsuka (mango), sin un same (forro) y tsuka-ito (encordado) parecen formar una sola pieza de madera junto a la saya (vaina) al estar la hoja envainada, dándole un aspecto similar a un Bokken. Dadas sus limitaciones, este montaje no se considera un arma efectiva, sino más bien una forma de almacenar una hoja de espada. A pesar de ello, sí se produjo un tipo de arma ideada para el combate con estas características, la shikomizue (仕込み杖?  literalmente «bastón preparado»), donde estas características cumplían la función de disfrazar el arma como un bastón.

## Mantenimiento
La katana debe mantenerse limpia y lubricada para prevenir que el acero se altere o quiebre. Tanto el sudor como el polvo o la sangre afectan la hoja; por eso debe hacerse un mantenimiento periódico. Actualmente se consiguen en el mercado los elementos necesarios para conformar el kit de limpieza, los cuales deben o pueden contener:
- Martillo de metal sólido, denominado mekugi.
- Aceite vegetal lubricante koji.
- Papel de arroz, harai gami.
- Bola de polvo no abrasivo, conocido como uchiko.
- Paño suave para mantenimiento y un envase de plástico para guardarlo, conocido como erufu.

Algunos kits traen un pequeño envase de plástico para resguardar papel de arroz con aceite.
Estos elementos deben guardarse juntos y algunos kits vienen en una caja de madera labrada o sencilla pero con escrituras en kanji alusivas a las artes de guerra.